# Beta Apodis
Désignations
Beta Apodis (β Aps, β Apodis) est une étoile géante de la constellation circumpolaire australe de l'Oiseau de paradis. Sa magnitude apparente est de +4,24, ce qui fait qu'elle est assez lumineuse pour être visible à l'œil nu. D'après la mesure de sa parallaxe par le satellite Hipparcos, elle est située à environ ∼ 157 a.l. (∼ 48,1 pc) de la Terre.

## Propriétés
Beta Apodis est une étoile géante rouge évoluée de type spectral K0 III, ayant épuisé l'hydrogène dans son cœur. C'est une géante du red clump, ce qui indique qu'elle génère son énergie par la fusion de l'hélium dans son noyau. Le rayon de l'étoile est 11 fois plus grand que le rayon solaire, elle est environ 54 fois plus lumineuse que le Soleil et sa température effective est de 4 707 K. À cette température, elle brille avec la couleur orange caractéristique d'une étoile de type K.

## Désignations
En chinois, du fait de l'adaptation des constellations européennes de l'hémisphère austral au système chinois, 異雀 (Yì Què), signifiant Oiseau exotique, fait référence à un astérisme constitué de β Apodis, ζ Apodis, ι Apodis, γ Apodis, δ Octantis, δ1 Apodis, η Apodis, α Apodis et ε Apodis. Par conséquent, β Apodis elle-même est appelée 異雀三 (Yì Què sān, la quatrième [étoile] de l'Oiseau exotique).